# 18 마쓰다이라
18 마쓰다이라(일본어: 十八松平)는 마쓰다이라씨 일족 중에서 선대 마쓰다이라 지카우지로부터 도쿠가와 이에야스의 시대까지 분가해 독립한 마쓰다이라 가의 속칭으로, 도쿠가와 종가를 포함하는 경우도 있다. 이에야스의 조부 마쓰다이라 기요야스까지의 서가(庶家)에 한정하는 경우도 있다. 또는 14 마쓰다이라라고도 한다. 에도 시대의 사료에서는 《개정 미카와 후풍토기》의 〈산슈(三州) 18 마쓰다이라 가〉에서 보인다.
‘18 마쓰다이라’는, ‘마쓰’(松)의 자를 분해해 十八公으로 하는 중국의 관습에서 착상된 것이라는 설이 있어, 18이라고 하는 수는 실제 숫자는 아니라고 지적된다.

## 도쿠가와 종가
- 안쇼 마쓰다이라가(安祥松平家) : 마쓰다이라 지카타다를 시조로 하는 도쿠가와씨 본가. 에도 시대의 사료인 《개정 미카와 후풍토기》에서 18 마쓰다이라에 들었다.

## 18 마쓰다이라
에도 시대에서는 《개정 미카와 후풍토기》에서 볼 수 있지만, 역사연구 분야에서는 미카와 마쓰다이라 씨로 여겨져, 서가의 18 마쓰다이라 가를 가리킨다고 한다(《국사대사전》). 이와 같이 여러 설이 있기 때문에 18 마쓰다이라 가의 내역에는 정설은 없다.

### 14 마쓰다이라
에도 시대에 존속한 《관정중수제가보》에 기재된 마쓰다이라 서류 14 가문.
- 다케노야 마쓰다이라가 : 미카와국 호이군 다케노야(아이치현 가마고리시 다케노야정)를 영유했다.
- 가타노하라 마쓰다이라가 : 미카와국 호이군 가타하라(아이치현 가마고리시 가타하라정)를 영유했다.
- 고이 마쓰다이라가 : 미카와국 호이군 고이(아이치현 가마고리시 고이정)를 영유했다. 고유(御油)라고도 쓴다.
- 나가사와 마쓰다이라가 : 미카와국 호이군 나가사와(아이치현 도요카와시 나가사와정)를 영유했다.
- 오쿠사 마쓰다이라가 : 미카와국 누카타군 오쿠사(아이치현 누카타군 고타정)를 영유했다.
- 후코즈 마쓰다이라가 : 미카와국 누카타군 후코즈(아이치현 누카타군 고타 정 후코즈)를 영유했다.
- 노미 마쓰다이라가 : 미카와국 누카타군 노미(아이치현 오카자키시 노미정)를 영유했다.
- 오규 마쓰다이라가 : 미카와국 가모군 오규(아이치현 도요타시 오우치정)를 영유했다.
- 다키와키 마쓰다이라가 : 미카와국 가모군 다키와키(아이치현 도요타시 다키와키정)를 영유했다.
- 후카마 마쓰다이라가 : 미카와국 헤키카이군 후카마(아이치현 안조시 후카마정)를 영유했다.
- 사쿠라이 마쓰다이라가 : 미카와국 헤키카이군 사쿠라이(아이치현 안조시 사쿠라이정)를 영유했다.
- 후지이 마쓰다이라가 : 미카와국 헤키카이군 후지이(아이치현 안조시 후지이정)를 영유했다.
- 도조 마쓰다이라가 : 미카와국의 도조성(아이치현 니시오시[4])을 거성으로 했다.
- 미키 마쓰다이라가 : 미카와국의 미키성(아이치현 오카자키시 가미밋키정)을 거성으로 했다.

### 가계가 단절된 마쓰다이라가
- 이와쓰 마쓰다이라가(岩津松平家) : 미카와국 누카타군 이와즈(아이치현 오카자키시 이와즈정)을 영유했다.
- 오시카모 마쓰다이라가(押鴨松平家) : 미카와국의 오시카모성(鴛鴨城, 아이치현 도요타시 오시카모鴛鴨 정)을 거성으로 했다.
- 우도노 마쓰다이라가(鵜殿松平家) : 마쓰다이라 노부타다의 삼남 주로사부로 야스타카(十郎三郎康孝)의 계통.

### 그 외
- 미야이시 마쓰다이라가(宮石松平家) : 오규의 마쓰다이라 노리모토(松平乗元)의 삼남 노리쓰구(乗次)의 계통으로 존속했지만 《관정보(寛政譜)》에서는 오규 마쓰다이라의 분가로 되어 있다. 18 마쓰다이라로 여겨질 때는 일가로 취급한다(《국사대사전》).
- 히사마쓰 마쓰다이라가 : 히사마쓰 씨로, 도쿠가와 이에야스와는 아버지가 다른 동생에 해당하는 마쓰다이라 야스모토(松平康元), 야스토시(康俊), 사다카쓰(定勝)의 계통. 히사마쓰 마쓰다이라는 일문화한 시기가 달라, 기요야스 이전의 서가에 한정하는 경우는 넣지 않는다.

## 에도 18 마쓰다이라
에도 시대, 도쿠가와 장군가로부터 특별히 마쓰다이라의 칭호를 허락 받은 18 가문을 가리킨다.

### 후다이 다이묘
- 오쿠다이라가(奥平家) : 무사시국 오시번주(忍藩主), 하리마국 히메지 신덴 번주(姫路新田藩主), 고즈케국 오바타 번주(小幡藩主), 미노국 가노번주(加納藩主).
- 마쓰이가(松井家) : 무사시국 가와고에 번주(川越藩主).
- 도다가(戸田家) : 미노 국 마쓰모토 번주(松本藩主).
- 히사마쓰가 : 이요국 마쓰야마 번주(松山藩主), 이세국 구와나 번주(桑名藩主), 이요 국 이마바리 번주, 미카와국 가리야 번주(刈谷藩主), 시모사국 다코 번주(多古藩主), 이요 국 마쓰야마 신덴 번주(松山新田藩主).
- 다카쓰카사가(鷹司家) : 고즈케 국 요시이 번주(吉井藩主).
- 혼조가(本庄家) : 단고국 미야즈 번주(宮津藩主), 에치젠국 다카모리 번주(高森藩主).
- 오치가(越智家) : 이와미국 하마다 번주(浜田藩主).
- 야나기사와가(柳沢家) : 야마토국 고리야마 번주(郡山藩主).

### 도자마 다이묘
- 마에다가(前田家) : 가가 번주.
- 다테가(伊達家) : 무쓰국 센다이 번주.
- 시마즈가 : 사쓰마 번주.
- 모리가(毛利家) : 죠슈 번주.
- 구로다가(黒田家) : 지쿠젠국 후쿠오카 번주.
- 아사노가(浅野家) : 아키국 히로시마 번주.
- 나베시마가(鍋島家) : 히젠국 사가 번주(佐賀藩主).
- 이케다가(池田家) : 비젠국 오카야마 번주, 이나바국 돗토리 번주.
- 하치스카가(蜂須賀家) : 아와 국 도쿠시마 번주(徳島藩主).
- 야마우치가(山内家) : 도사 번주.